# Amina Bouzguenda Zeghal
Amina Bouzguenda Zeghal, née le 17 janvier 1975, est une mathématicienne franco-tunisienne, docteure en mathématiques appliquées à la finance, entrepreneure et personnalité de la société civile.
Directrice générale du campus tunisien de l'université Paris-Dauphine depuis 2014, elle ancre Dauphine Tunis dans le tissu entrepreneurial en créant le département de formation continue. Parallèlement, elle gère la transformation numérique de l'établissement et inaugure plusieurs masters orientés vers les métiers d'avenir,,.

## Parcours
Après un baccalauréat en mathématiques, elle intègre une classe préparatoire scientifique à Paris puis rejoint l'université Paris-Dauphine où elle décroche un master en mathématiques appliquées aux sciences économiques.
En 2005, elle publie sa thèse intitulée Quelques contributions aux problèmes d'évaluation des options et choix optimal de portefeuille. Elle complète sa formation par un Executive MBA puis effectue un séjour post-doctorat à l'université Columbia à New York.
En 2014, elle prend la direction du campus tunisien de l'université Paris-Dauphine, qu'elle dirige toujours en 2023. Elle y crée un pôle Executive Education, développe de nouveaux masters, digitalise l'entité et l'oriente vers la formation aux métiers en forte employabilité en ingénierie actuarielle, big data et intelligence artificielle,.
Elle travaille au développement de l'Edutech, un écoquartier intelligent abritant un pôle d'excellence académique et d'innovation pour toute la région,.

## Engagements citoyens
Amina Bouzguenda Zeghal est une membre active de la société civile tunisienne, engagée en faveur de la promotion de l'éducation, de l'entrepreneuriat et des droits des femmes,,.